# Туре, Ибрагим
Ояла Ибрагим Туре (фр. Oyala Ibrahim Touré; 27 сентября 1985, Буаке, Кот-д’Ивуар — 19 июня 2014, Манчестер, Великобритания) — ивуарийский футболист, нападающий.

## Биография
Родился 27 сентября 1985 года в ивуарийском городе Буаке. Он рос в бедной семье, у родителей было 9 детей: 7 братьев и 2 сестры. Среди его братьев двое известных футболистов — Коло Туре и Яя Туре.
Выступал за ивуарийские молодёжные клубы — «Тумоди» и «АСЕК Мимозас». С 2003 года по 2006 год находился на контракте у донецкого «Металлурга», но в команде так и не сыграл. Весной 2006 года был на просмотре в греческом «Олимпиакосе» из города Пирей. В июне того же года прошёл просмотр во французском клубе «Ницца», после чего подписал с ним контракт. В команде провёл год, но не сыграл в ней ни одного матча.
В начале 2009 года перешёл в сирийский «Аль-Иттихад» из города Алеппо. Летом 2010 года стал игроком египетского «Миср Лел Макаса» из города Эль-Файюм. В составе команды провёл 8 матчей и забил 2 гола. В 2012 году выступал на правах аренды за «Телефонаат Бани Сувейф», за который сыграл 2 матча. В 2013 году на правах аренды играл за ливийский «Аль-Наср» из Бенгази. В сентябре 2013 года перешёл в ливанский клуб «Сафа» из Бейрута. Вместе с командой выиграл Суперкубок Ливана 2013. В чемпионате Ливана провёл 10 матчей и забил 6 мячей.
19 июня 2014 года скончался от рака в возрасте 28 лет в городе Манчестер.

## Достижения
- Обладатель Суперкубка Ливана (1): 2013